# Hauptstraße (Weimar)

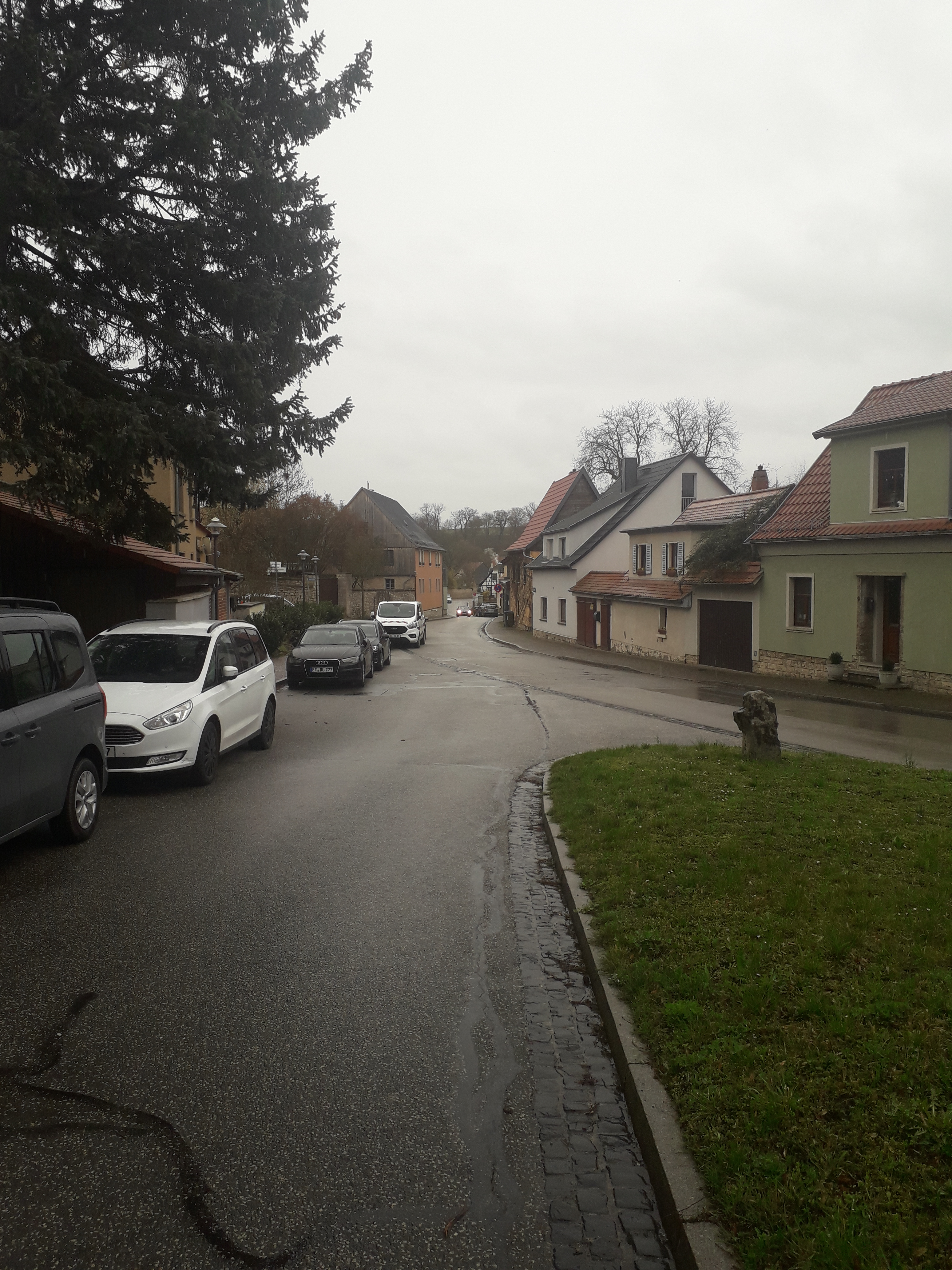
Hauptstraße bzw. Illmhang in Tiefurt vom Langen Weg aus gesehen

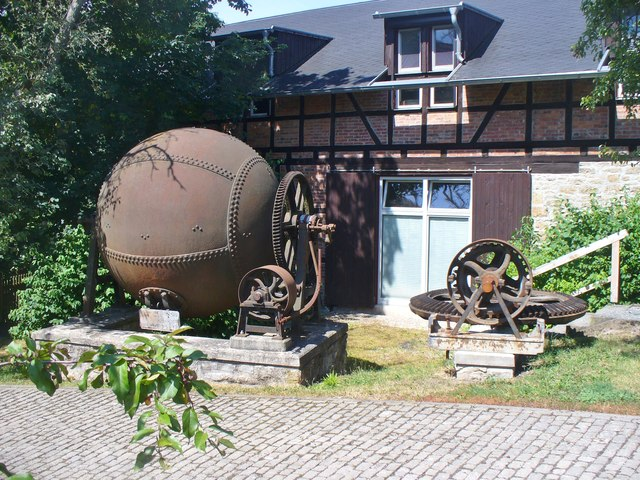
Reste der Tiefurter Mühle

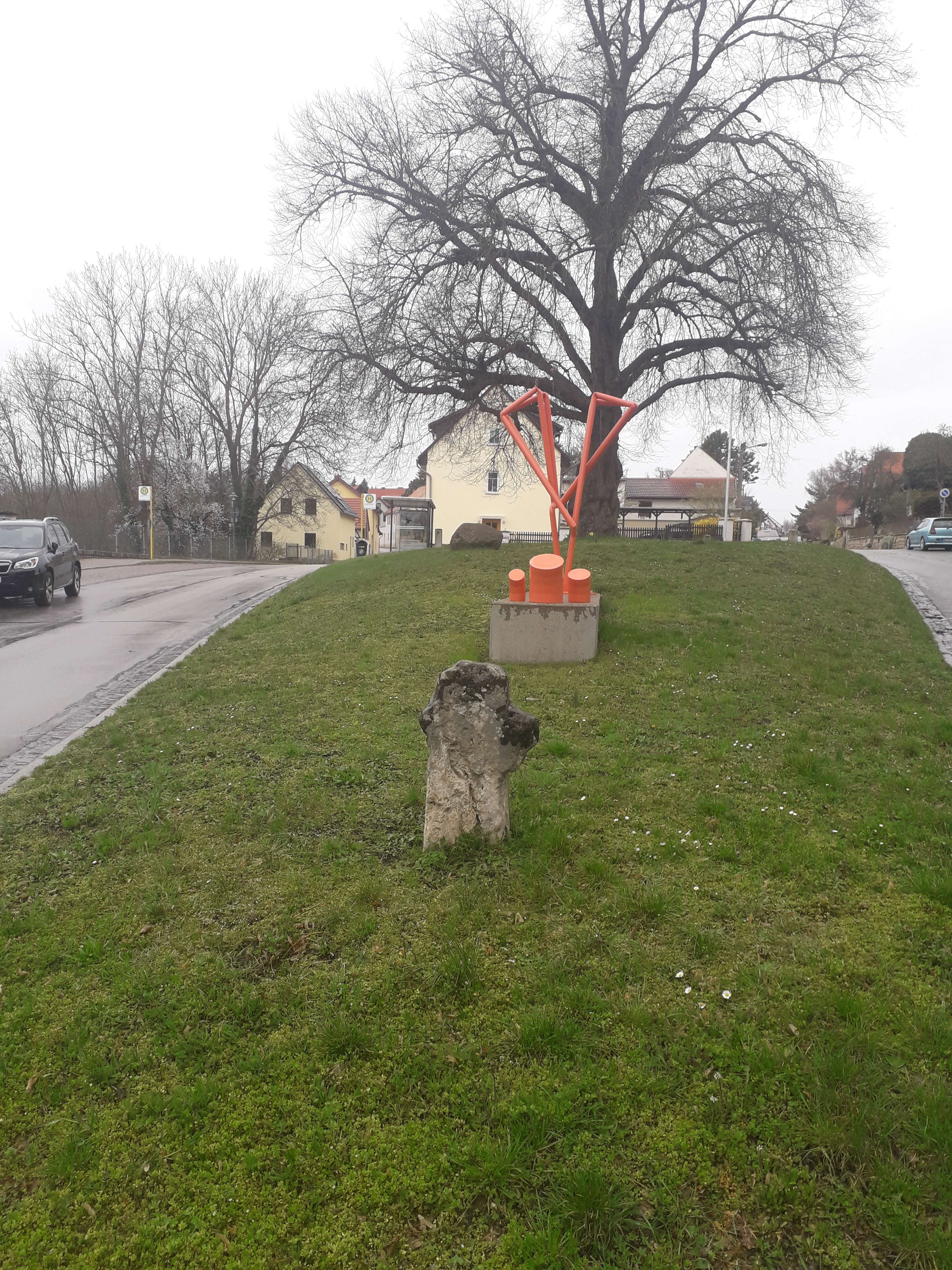
Steinkreuz in Tiefurt an der Gabelung am Ilmhang zur Hauptstraße und dem Langen Weg

Die Hauptstraße liegt im Weimarer Ortsteil Tiefurt. Sie führt von Kreuzungspunkt Langer Weg/Am Ilmhang letztlich bis zur Robert-Blum-Straße. Sie ist einerseits Anliegerstraße, andererseits aber in beiden Richtungen zugleich Verbindungsstraße nach Weimar.
Die gesamte Hauptstraße steht auf der Liste der Kulturdenkmale in Weimar (Ortsteile). Bemerkenswert ist die alte Mühle in der Hauptstraße Hauptstraße 16 und 19 a. Diese gehörte zu einer alten Kartonagenfabrik. An der Verkehrsinsel Langer Weg/Hauptstraße unter einem alten Baum befindet sich ein ebenfalls denkmalgeschütztes Steinkreuz. Von der Hauptstraße gelangt man zum ehemaligen Kammergut und der Remise. Dahinter wiederum beginnt Schloss und Park Tiefurt. Das Schloss selbst ist die Hauptstraße 44. In der Hauptstraße 32 ist die Verwaltung des Friedhofs Tiefurt.
Das erwähnte Steinkreuz ist allerdings nicht das einzige, das auf der Liste der Kulturdenkmale in Tiefurt verzeichnet ist. Ein weiteres Steinkreuz liegt im Außenbereich:Am Kreuzchen nahe Schöndorf.